# GoPro Hero 4

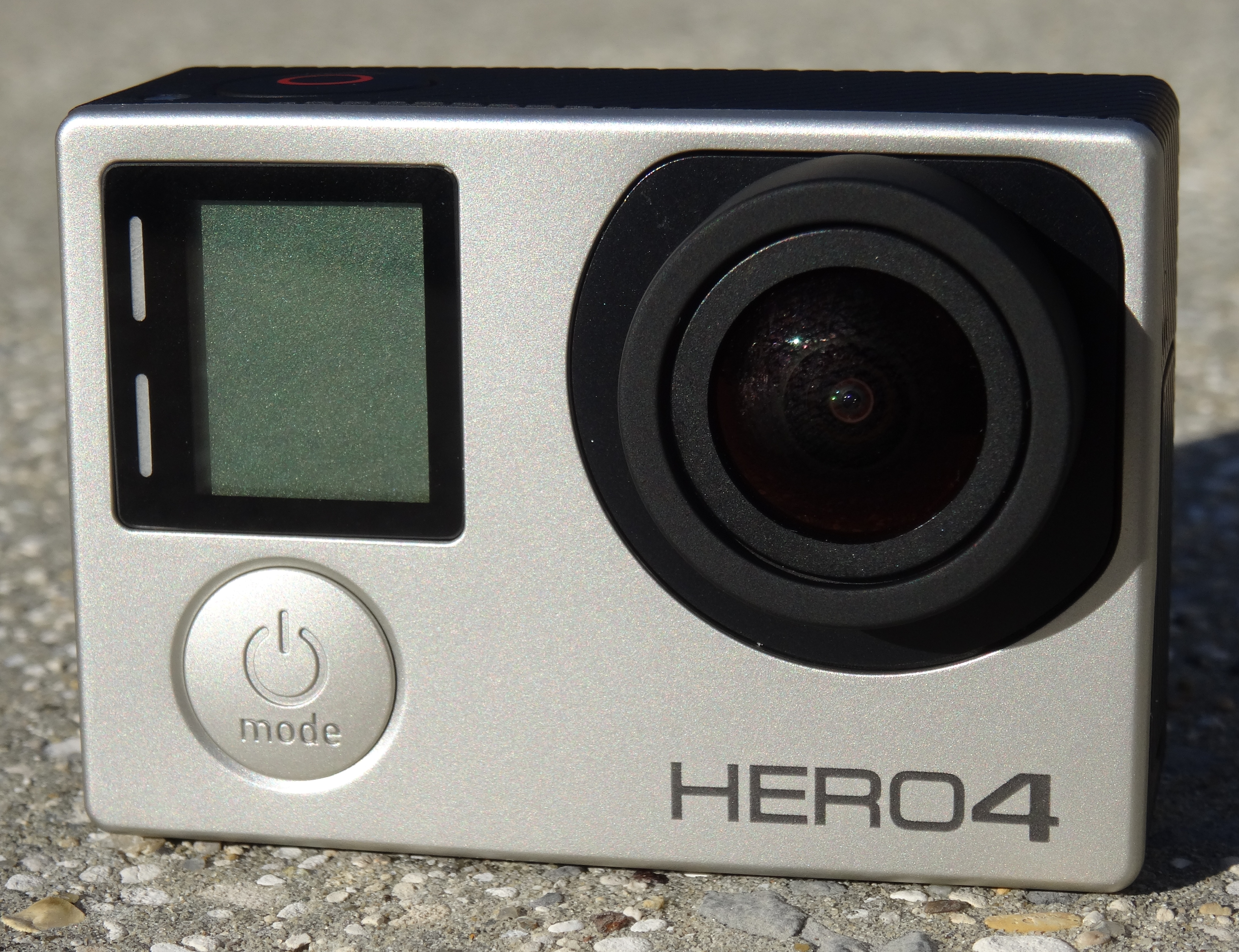
GoPro Hero 4 Silver

La GoPro Hero 4 es uno de los modelos vendidos por la compañía americana de cámaras deportivas GoPro. Fue puesta a la venta en 2014. Su precio oscila entre 250€ y 300€. Existen dos versiones: la Black y la Silver, que tienen algunas pequeñas diferencias entre ellas.

## Características principales
- Captura de vídeo panorámica
- Sensor óptico CMOS
- Conexión inalámbrica Bluetooth y Wireless LAN
- Formato de vídeo digital H.264
- Resolución máxima de vídeo: 3840 x 2160
- Vídeos en MP4
- Imágenes en JPEG
- Resolución de foto 12.0 MP
- ISO (màx) 6400
- Formato de vídeo digital H.264[1]

## Diseño y funciones
La cámara lleva incorporada una funda resistente al agua que permite sumergirse hasta 40 metros, puertas intercambiables, dos pegatinas de apoyo (una plana y la otra curva), hebillas verticales y horizontales que se conectan con la parte inferior de la carcasa de la cámara y un brazo de pívot de tres vías, que permite montar la cámara a la parte superior, frontal o lateral del casco.

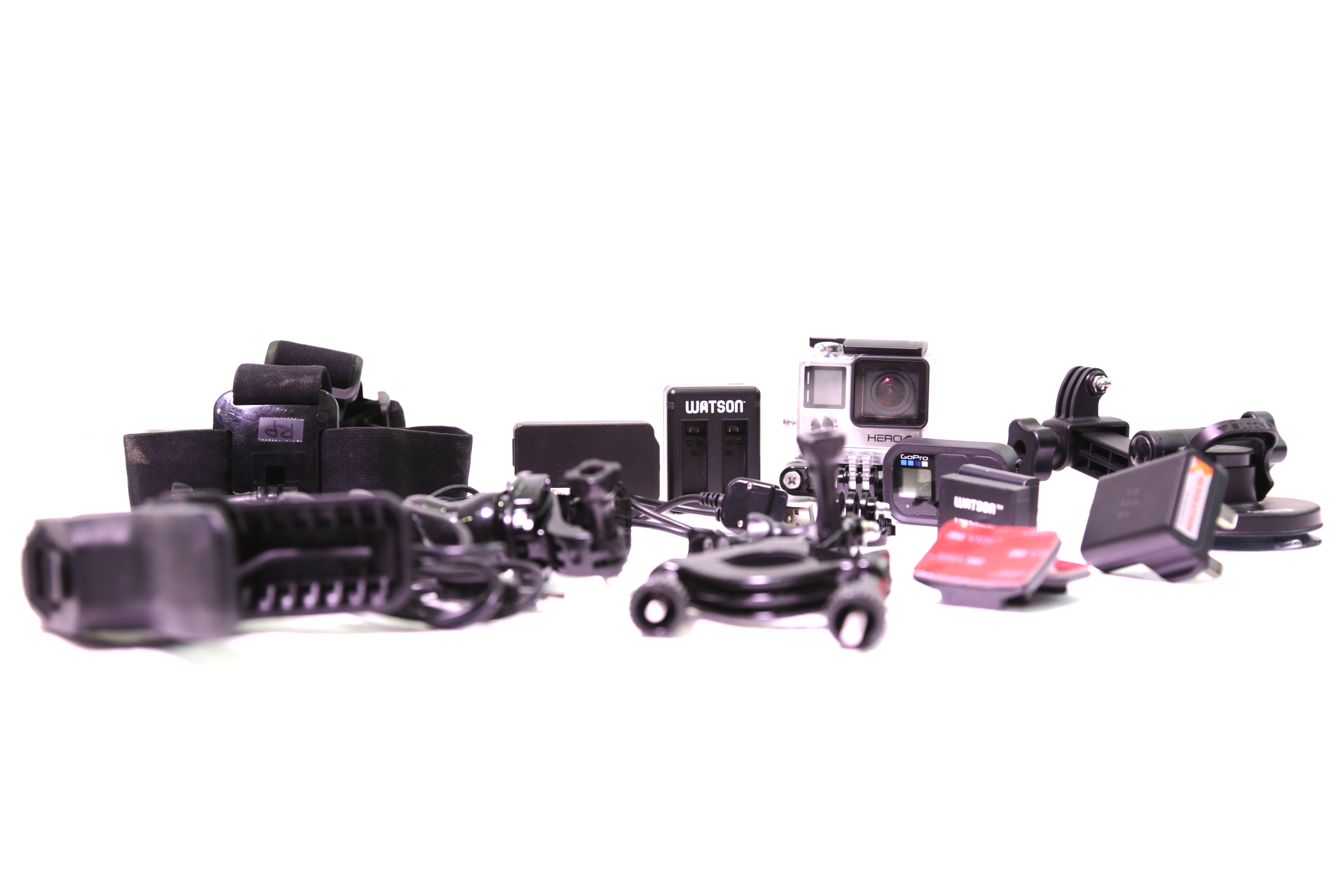
GoPro Hero 4 con sus accesorios

El tapón de bloqueo se puede usar para prevenir que las hebillas se liberen accidentalmente de la montura por la fuerza o vibración. La cámara se carga con un cable mini-USB a través del ordenador o con un adaptador USB.
A la izquierda está la compuerta protectora de los puertos micro-HDMI y mini-USB y la ranura de la tarjeta microSD que permite usar una tarjeta de hasta 64GB. El puerto mini-USB, utilizado para cargar o transferir contenido, se puede usar por un micrófono externo de 3.5mm.
La pantalla táctil (solo en el modelo Silver es táctil) de 1.5 pulgadas en la parte posterior se puede utilizar para cambiar los modos y configuraciones. Solo hay que deslizar desde la derecha y seleccionar el modo. Si deslizas hacia arriba te permite cambiar las configuraciones de modo.

## Peso y tamaño
Las dos (Black y Silver) tienen exactamente las mismas dimensiones. Las dos caben en la misma funda resistente al agua. La versión Black es algo más pesada, pero la diferencia no pasa de los 5 gramos.

## Controles manuales y la App por Teléfonos inteligentes
GoPro ofrece bastantes controles manuales, particularmente las opciones ProTune. Esto proporciona opciones predeterminadas de balance de blancos por una selección de temperaturas de color - a pesar de que no es una opción manual - junto con un perfil de color plano que apunta a una más flexible clasificación en posproducción.
El límite de ISO baja la granularidad con poca luz, a expensas de la luminosidad, con hasta 6,400 disponibles en modo vídeo y 800 en modo foto. Las opciones ProTune también incluyen tres niveles de nitidez y compensación de la exposición con nuevo niveles desde -2 hasta +2 EV.
A todas estas opciones es posible acceder, gracias a la conexión WiFi, a través de la aplicación de GoPro disponible en iOS y Android. Esta incluye una conexión automática para hacer la configuración más fácil, puesto que no lo tienes que hacer a través de la pequeña pantalla de la cámara. Aun así, utilizar el WiFi reduce la batería hasta un cuarto.

## Captura de vídeo
A pesar de que la Hero 4 captura a 4K, la resolución supera el Ultra HD 3,840 x 2,160, más que el K de cine 4,096 x 2,160 que ofrecía la Hero 3 y la Hero 3+. Hay una numeroses opciones de captura más, con 2.7K (2,704 x 1,520) disponible además de 60 fotogramas por segundo y 2.7K (2,072 x 2,028) además de 30 fotogramas por segundo.
Opciones a cámara rápida incluyen 1,440p (1,920 x 1,440) en 80 fotogramas por segundo; 1080p (1,920 x 1,080) a 120 fotogramas por segundo; y 720p (1,280 x 720) a 240 fotogramas por segundo. Si quieres acelerar el tiempo más que no relantitzar-lo, el 'time lapse' está disponible a intervalos desde 0.5 a 60 segundos.
El modo 'Super View' permite el modo más ancho - pero más deformado - ángulo de visión en 4K, 2.7K, 1080p y 720p. También es posible hacer fotos en 'time lapse' al mismo tiempo que grabas un vídeo a 1440p, 1080p y 720p. Hay la opción de fotos continuas hasta 30 fotos por segundo, hasta 6 segundos a la vez.

## Principales diferencias entre la Black y la Silver
|                                      | GoPro Hero 4 Black                                                                             | GoPro Hero 4 Silver                                                                  |
| ------------------------------------ | ---------------------------------------------------------------------------------------------- | ------------------------------------------------------------------------------------ |
| Precio medio                         | $499                                                                                           | $399                                                                                 |
| Pantalla táctil                      | No                                                                                             | Sí                                                                                   |
| Funda resistente al agua             | Sí                                                                                             | Sí                                                                                   |
| Dimensiones                          | 41x59x30 mm                                                                                    | 41x59x30 mm                                                                          |
| Peso                                 | 88g 152g (con funda)                                                                           | 83g 147g (con funda)                                                                 |
| Tamaño del vídeo/ Fotogramas máximos | 4K / 30fps 2.7K / 60fps 1440p / 80fps 1080p / 120fps 960p / 120fps 720p / 240fps WVGA / 240fps | - 2.7K / 30fps 1440p / 30fps 1080p / 60fps 960p / 100fps 720p / 120fps WVGA / 240fps |
| Formato de vídeo (Còdec)             | MP4 (H.264)                                                                                    | MP4 (H.264)                                                                          |
| ProTune                              | Sí                                                                                             | Sí                                                                                   |
| Modo fotos continuas                 | Sí                                                                                             | Sí                                                                                   |
| Modo Timelapse                       | Sí                                                                                             | Sí                                                                                   |
| Modo foto nocturna                   | Sí                                                                                             | Sí                                                                                   |
| Formato de audio                     | 48kHz AAC                                                                                      | 48kHz AAC                                                                            |
| WiFi                                 | Sí                                                                                             | Sí                                                                                   |
| BlueTooth                            | Sí                                                                                             | Sí                                                                                   |
| Tipo de batería                      | 1160mAh                                                                                        | 1160mAh                                                                              |